# Glossonotus
Glossonotus  (лат.) — род равнокрылых насекомых из семейства горбаток (Smiliinae, Membracidae).
Неарктика: США и Канада.
Дорсальный край головы с резким подъёмом у глаз. Пронотум покрывает передние крылья, обычно модифицирован с высоким дорсальным выступом, плечевые углы увеличены, но без выступов-рогов. Передние крылья с жилками R, M, и Cu разделёнными у основания, но сходящимися у вершины; с 2 или более поперечными жилками m-cu. Растения-хозяева: Betulaceae: Betus, Corylus; Fabaceae: Robinia; Fagaceae: Castanea, Quercus; Juglandaceae: Carya; Rosaceae: Chaenomeles, Crataegus, Malus, Pyrus, Rosa; Vitaceae: Vitis
.

## Систематика
Род включён в трибу Telamonini.
- Glossonotus acuminata Fabricius
- Glossonotus crataegi  Fitch
- Glossonotus nimbatulus  Ball
- Glossonotus turriculata  Emmons
- Glossonotus univittata  Harris
- Glossonotus univittatus